# Chubutisaurus
Chubutisaurus („ještěr z provincie Chubut“) byl rod sauropodního dinosaura, žijícího v období spodní křídy (stupeň alb). Vyskytoval se na území dnešní Jižní Ameriky (Argentina, provincie Chubut, souvrství Cerro Barcino).

## Popis

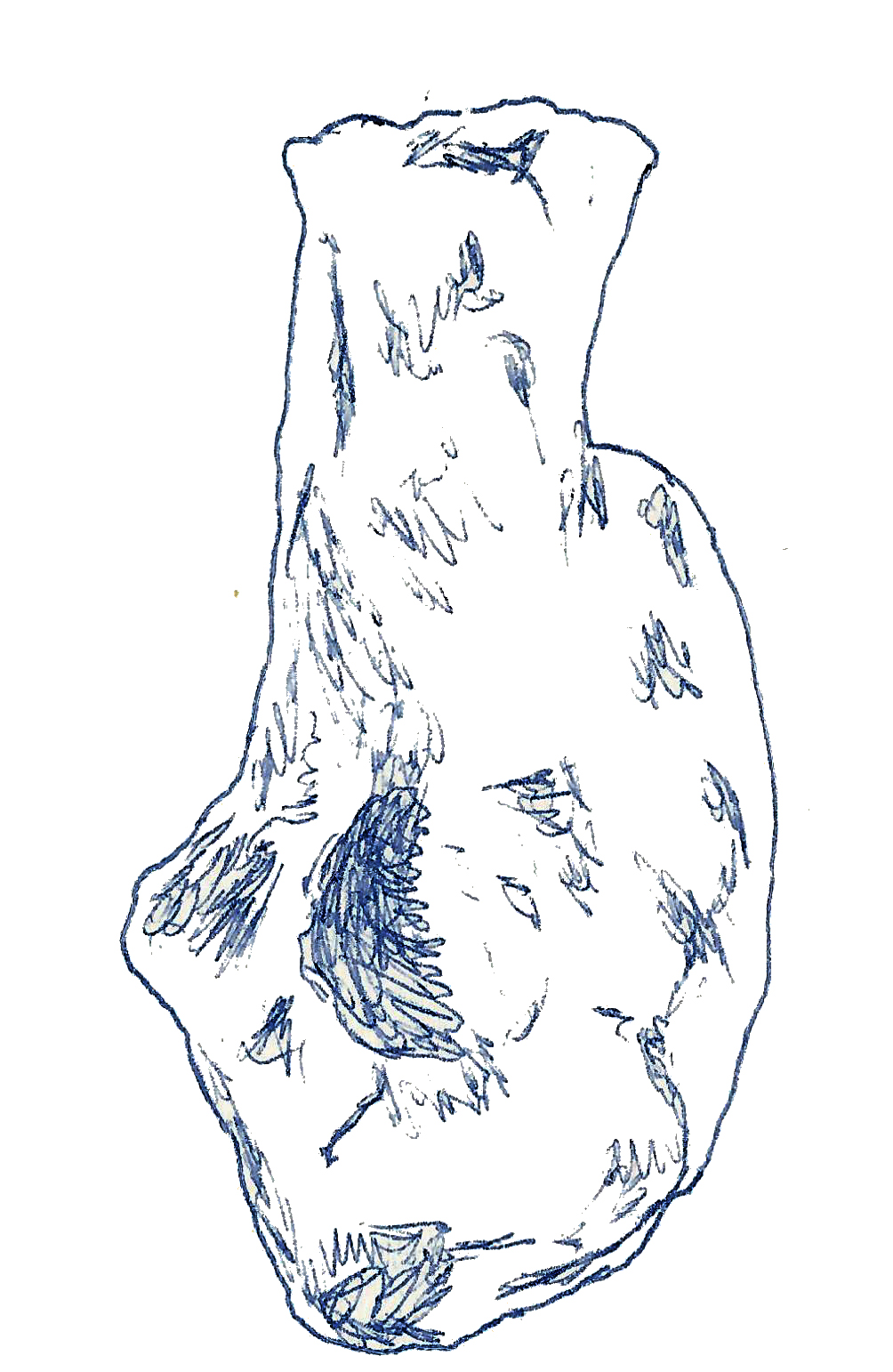
Chubutisaurus insignis - fosilní lopatka

Typový druh C. insignis popsal v roce 1975 paleontolog del Corro, dodnes však o přesném taxonomickém zařazení tohoto rodu panují pochyby. Je znám podle dvou neúplně zachovalých koster. Délka tohoto středně velkého sauropodního dinosaura činila asi 18 metrů a jeho hmotnost dosahovala 12 000 kilogramů. Podle jiných odhadů pak byl podstatně větší, dosahoval délky asi 23 metrů a hmotnosti kolem 20 000 kilogramů.

## Paleoekologie
Chubutisaurus byl obří čtvernohý býložravec, který zřejmě spásal vegetaci na rozsáhlém území. Je poměrně pravděpodobné, že byl někdy loven obřími karcharodontosauridy, jako byl například Tyrannotitan, žijící ve stejných ekosystémech.